# 逍遥津

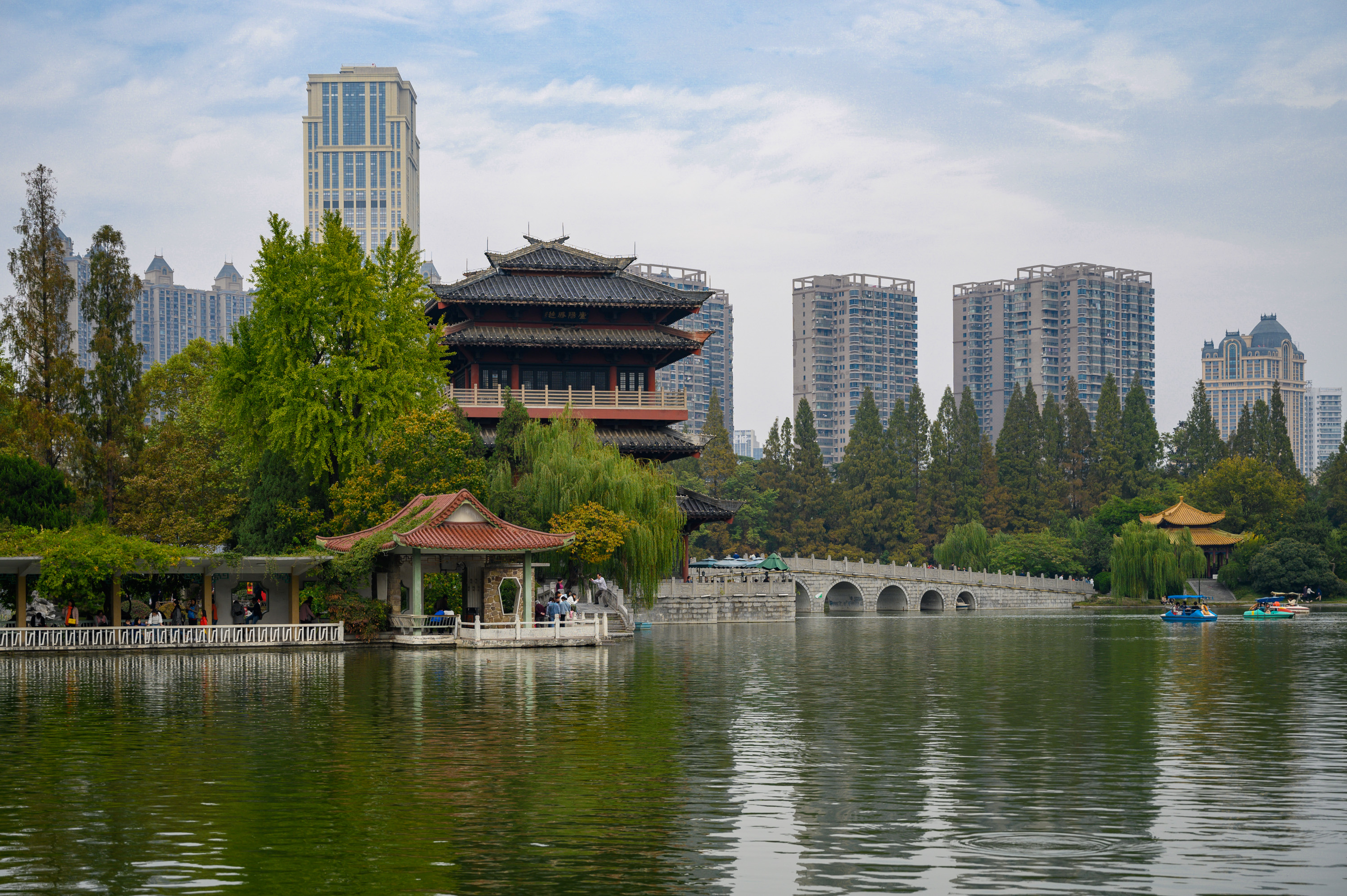
合肥逍遥津公园

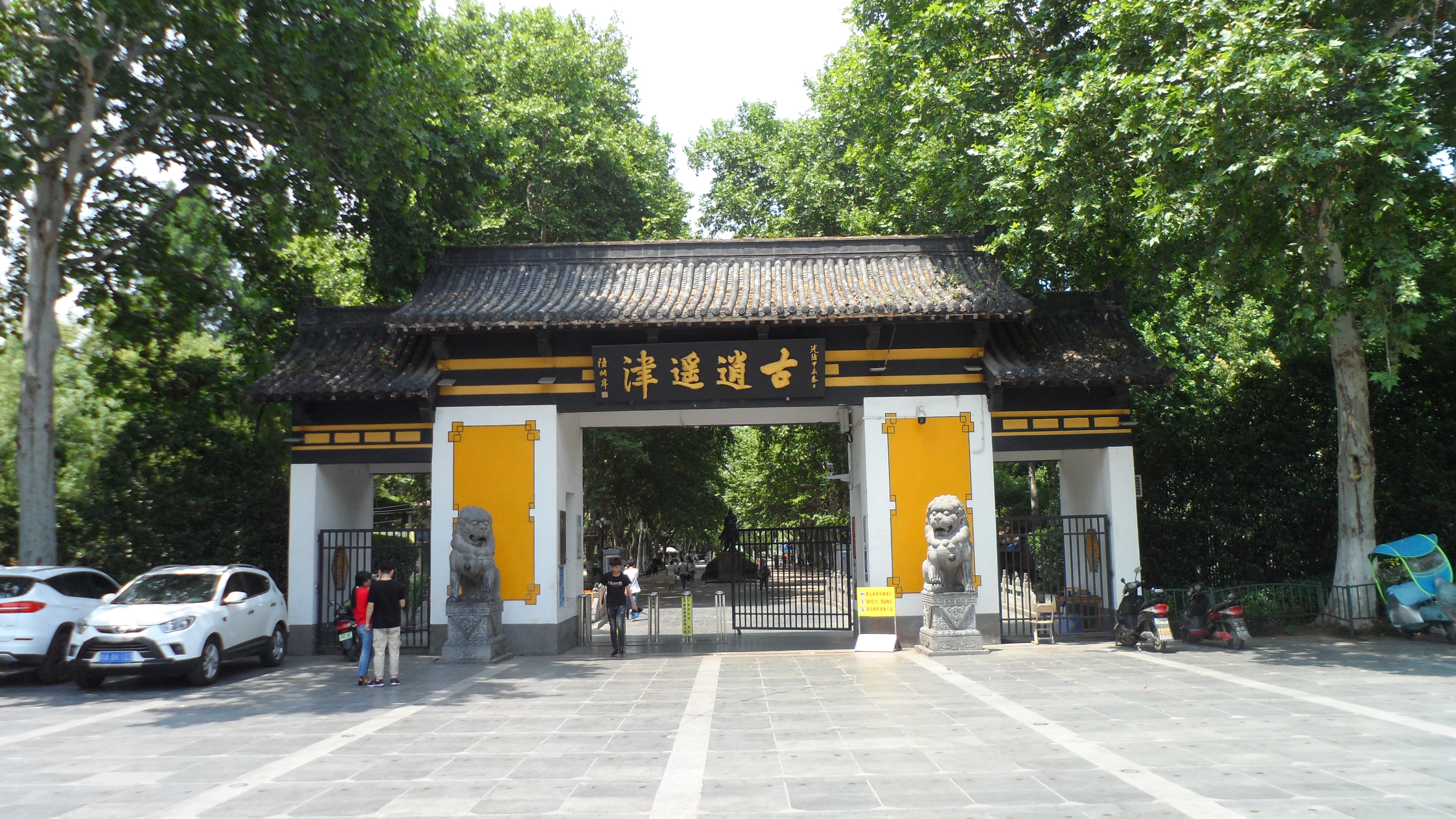
合肥逍遥津公园入口

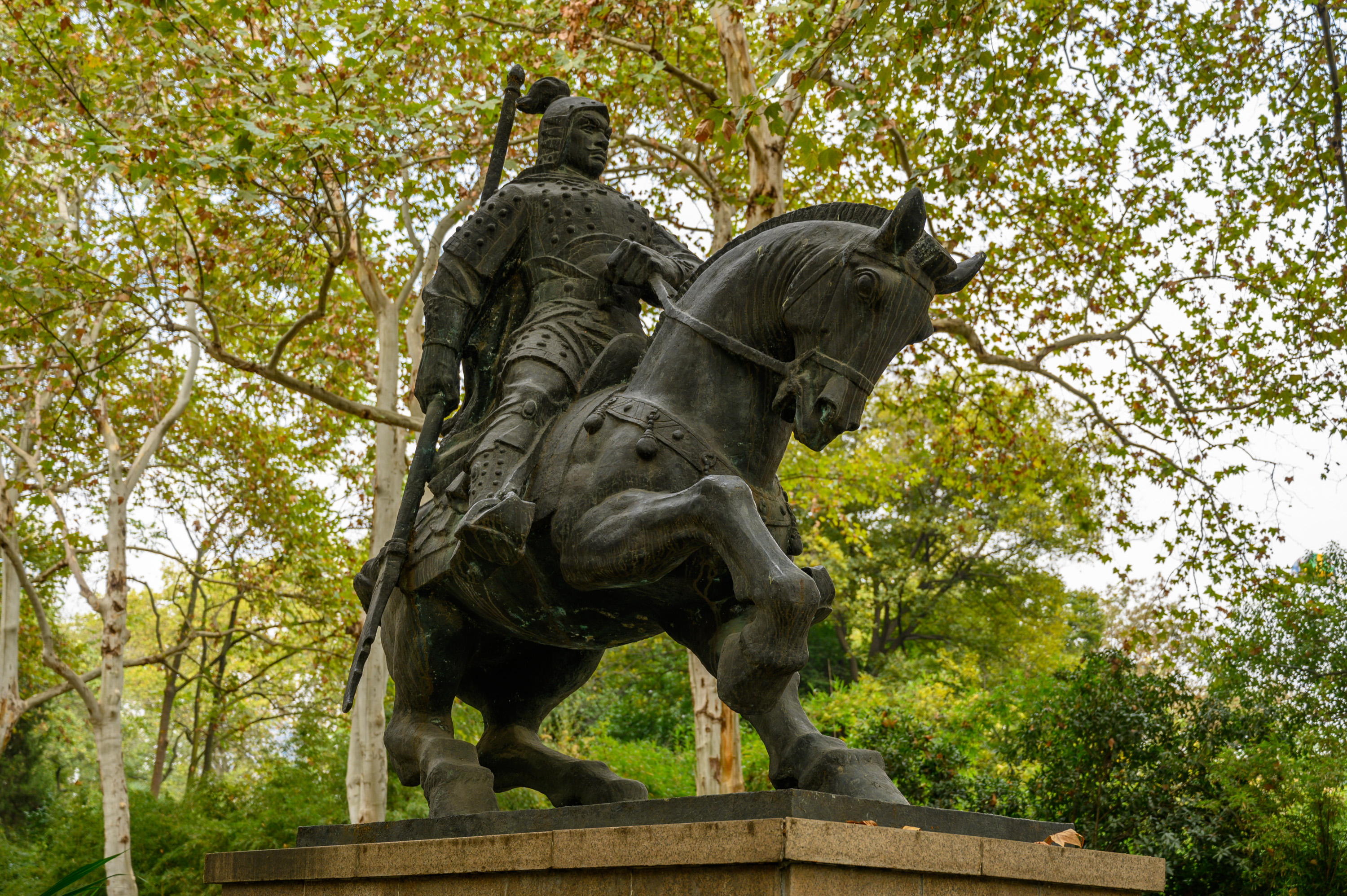
张辽像

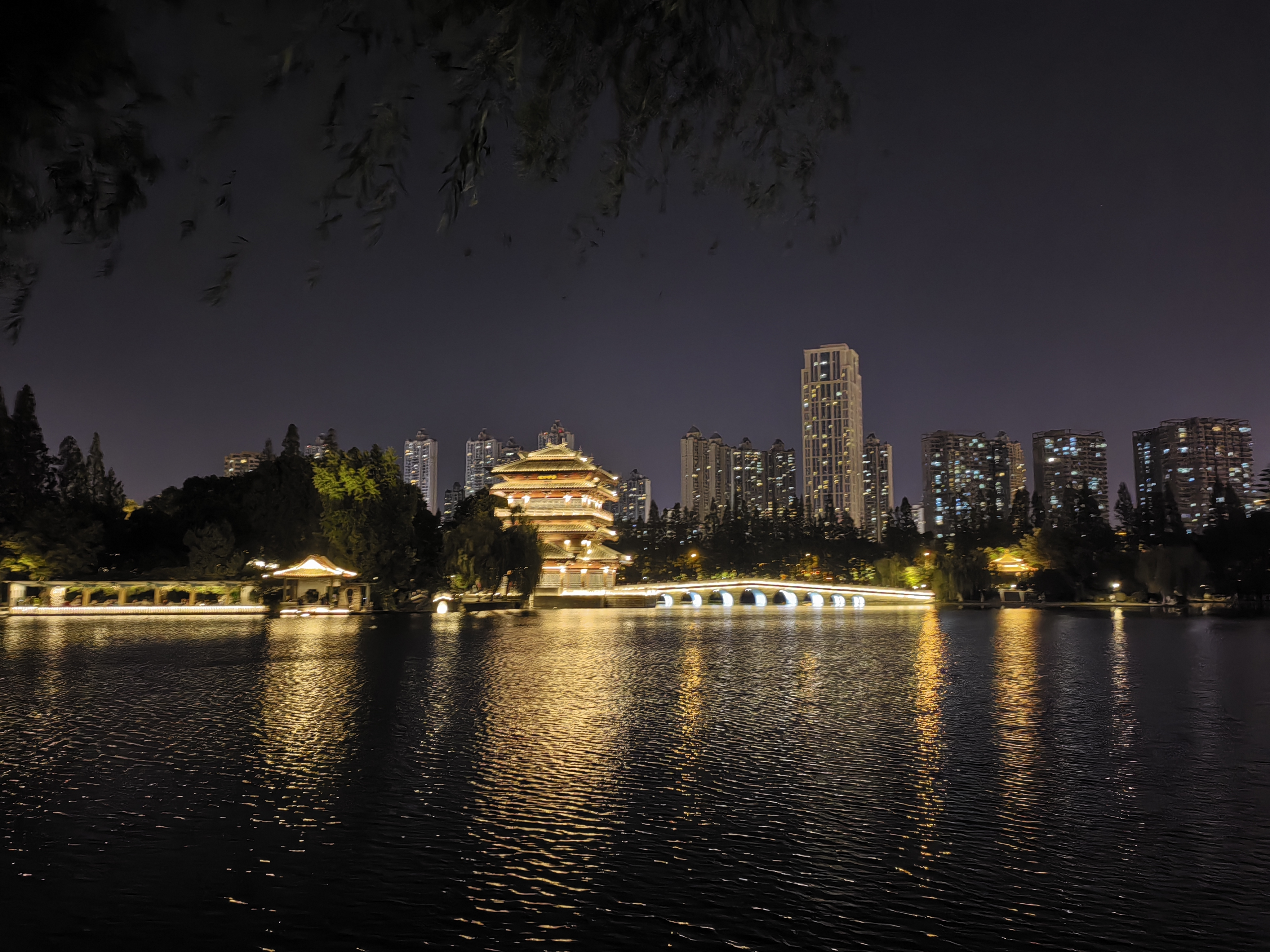
古逍遥津夜景

逍遥津位于合肥市旧城的东北角，是一座约20万平方米的城市公园，合肥十景之一。逍遥津古为淝水上的一个津渡。公园外，有一座飞骑桥，又有西津桥，古时是合肥对外交通要道。

## 历史
逍遥津历史悠久，以三国古战场闻名后世。曹魏与孙吴为争夺合肥，鏖战32载，其中最著名的一次战斗就在古逍遥津畔；相传孙权被曹操大将张辽击败于此，古典小说《三国演义》中“张辽威震逍遥津”的故事，即由此而来。至今逍遥湖心3岛中还有一土丘，相传为张辽的衣冠冢。
宋乾道年间，随着合肥城扩大，逍遥津被圈入城内。明朝时，逍遥津曾改名“窦家池”。清康熙年间，改名为“斗鸭池”；而后，光绪年间为龚心钊（号豆隐）所占，又改称“豆叶池”。